# Changi Airport
Changi Airport – podziemna stacja Mass Rapid Transit (MRT) w Singapurze, która jest częścią East West Line (odgałęzienie do Portu lotnicze Changi). Stacja znajduje się pomiędzy Terminalami 2 i 3 Portu lotniczego Singapur-Changi.